# 田中健太郎 (野球)
田中 健太郎（たなか けんたろう、1979年6月7日 - ）は、埼玉県坂戸市出身の元プロ野球選手（投手→捕手→内野手）。

## 来歴・人物
坂戸市立住吉中学校から長野県の松商学園高校に進学。1年生の1995年からベンチ入りし、2年生の1996年からはエースで4番となり、秋以降の新チームからはキャプテンとなった。3年生だった1997年夏の第79回全国高等学校野球選手権大会では最高球速145 km/hを記録する。
1997年のプロ野球ドラフト会議で読売ジャイアンツ（巨人）から5位指名を受け入団。
プロ1年目の1998年から投手としての将来性を期待されていたが、入団後まもなく肩を故障し、2年目の1999年に中学時代以前に経験のあった捕手にコンバート。さらに翌2000年には首脳陣からの勧めで内野手にコンバートされた。練習の虫と言われていたが、一軍出場の無いまま2002年に戦力外通告を受けた。
巨人退団後は、投手としてのプロ復帰を目指して肩の手術を行い、2005年シーズンは社会人野球のクラブチームである全府中野球倶楽部に所属していたが、同年中に右肘を痛めたことで最終的に復帰を断念し、現役を引退した。
引退後は、2005年よりファイテンに勤務し、その後新潟県でスポーツマネージメント会社「OUT FIELD」を起業し、子供への野球指導や現役選手のマネジメントを手がけている。さらに、2015年から新潟で初となるボーイズリーグのチーム「新潟ボーイズ」を立ち上げた。
また、元独立リーガーの千葉司とともに野球チーム・府中ダイアモンドドッグスを立ち上げ。チームの監督を務めた。無加盟のチームだったが、2010年に他クラブチームと合併し、日本野球連盟に加盟するクラブチーム・浦和ダイアモンドドッグス（現：新座ダイアモンドドッグス）となっている。

## 詳細情報

### 年度別打撃成績
- 一軍公式戦出場なし

### 背番号
- 91 （1998年 - 2002年）